# 張洙
張洙（1475年—？），字宗魯，直隶保定府唐县人，軍籍，明朝政治人物。同進士出身。

## 生平
順天府鄉試第三十名舉人，弘治十二年（1499年），登己未科會試第二百九十二名，三甲七十六名進士，授浙江寧海縣知縣，正德中官户部员外郎，十二年二月辅佐户部侍郎杨旦督理甘肃粮饷，後官至四川馬湖府知府。

## 家族
曾祖张逵；祖张朴，典史；父张時，舉人，府通判。母蘇氏。具庆下。兄演、弟汶。